# Protosuchia
Protosuchia é um grupo de extintos crocodyliforms do Mesozóico. Eram de tamanho pequeno (~ 1 metro de comprimento) e terrestres. Em termos filogenéticos, Protosuchia é considerado um grupo informal, porque é um crocodyliforms basal, sem um clado claramente definido.

## Classificação
Análises filogenéticas recentes não têm apoiado Protosuchia como um grupo natural. No entanto, dois estudos encontraram um clado do Triássico Superior e Jurássico Inferior, com os animais:
- Edentosuchus
- Hemiprotosuchus
- Orthosuchus
- Protosuchus

Ambos os estudos também descobriram um clado relacionado com Hsisosuchus e Mesoeucrocodylia consistindo de géneros do Jurássico Superior e Cretáceo Superior:
- Neuquensuchus
- Shantungosuchus
- Sichuanosuchus
- Zosuchus

Outros protosuchianos são possíveis no Cretáceo Superior da China na Mongólia, o Gobiosuchidae (Gobiosuchus e Zaraasuchus), foram encontrados e podem ser intermediários entre estes dois clados, ou membros do clado Sichuanosuchus. Há também uma outra família do Jurássico Superior até o Cretáceo Superior, o Shartegosuchidae (Kyasuchus, Shartegosuchus e Nominosuchus).
Abaixo está um cladograma de Fiorelli e Calvo (2007). Protosuchianos estão marcados pela faixa verde.
| No cladogram specified! | Protosuchians |